# Nswazwi
Nswazwi – wieś w Botswanie w dystrykcie Central. Według spisu ludności z 2011 roku wieś liczyła 2185 mieszkańców.